# Пам'ятники Новомиргорода
Стаття Пам'ятники Новомиргорода призначена для ознайомлення, в тому числі й візуального зі зразками міської скульптури й монументального мистецтва у районному центрі Кіровоградської області місті Новомиргороді.

## Пам'ятники
| Назва                                                         | Дата встановлення | Розташування                                                                           | Фото | Короткі відомості |
| Тарасові Шевченку, пам'ятник                                  | 2010              | У сквері біля Новомиргородської міської ради, по вул. Соборності, 227/7                |      | Пам'ятник було урочисто відкрито та освячено 25 червня 2010 року. Автор — скульптор Владислав Димйон. Встановлення пам'ятника відбулось за рахунок зібраних коштів громадян, міського і районного бюджетів та кількох політичних сил. |
| Військовим Збройних сил, добровольцям та волонтерам, меморіал | 2020              | У сквері біля Новомиргородської дитячої школи мистецтв, по вул. Євгенія Присяжного, 23 |      | Меморіал було урочисто відкрито 23 серпня 2020 року. Встановлення пам'ятника відбулось спільними зусиллями громадських організацій «Єдність учасників АТО та патріотів», «Волонтерський рух» та Новомиргородської районної спілки ветеранів АТО за рахунок зібраних коштів громадян, місцевих підприємців, фермерів та міського бюджету. Другу чергу меморіалу у вигляді журавлиного клину було урочисто відкрито 14 жовтня 2020 року.                                        |
| Архангелу Михаїлу, пам'ятник                                  | 2010              | У сквері на розі вулиць Андрія Гурічева та Євгенія Присяжного                          |      | Капличку з пам'ятником, встановлену з ініціативи воїнів-афганців було урочисто відкрито та освячено 7 травня 2010 року. |
| Воїнам-«афганцям», пам'ятник                                  | 2017              | У сквері на розі вулиць Андрія Гурічева та Євгенія Присяжного                          |      | Новий пам'ятник воїнам-«афганцям» авторства скульптора Владислава Димйона було встановлено на місці попередньої меморіальної плити і відкрито 13 травня 2017 року. Скульптурна композиція зображує військового, що стоїть на колінах з гранатою в руках. |
| Воїнам-«афганцям», пам'ятний знак                             | 2000              | У дворі Новомиргородського районного військового комісаріату                           |      | На меморіальній плиті вказані імена та роки життя 5-ти уродженців Новомиргородщини, що загинули в Афганістані. До весни 2017 року пам'ятний знак розташовувався у сквері на розі вулиць Андрія Гурічева та Євгенія Присяжного. Влітку 2018 року його було перенесено на подвір'я Новомиргородського районного військового комісаріату. |
| Жертвам Голодомору, пам'ятний знак                            | 2009              | Біля Новомиргородської РДА                                                             |      | Пам'ятний знак встановлено у міському парку до Дня пам'яті Жертв Голодоморів 28 листопада 2009 року. З початком реконструкції парку в 2017 році пам'ятний знак було перенесено і згодом встановлено поблизу будівлі Новомиргородської РДА. |
| Загиблим льотчикам, пам'ятний знак                            | 1980-ті           | На луках поблизу вул. Дружби                                                           |      | Пам'ятник загиблим членам екіпажу літака Як-18Т, що розбився на території міста 23 вересня 1981 року. Реставровано в 2010 році. |
| Жертвам Чорнобильської катастрофи, пам'ятний знак             | 2006              | По вулиці Андрія Гурічева, поблизу Новомиргородської РДА                               |      | Пам'ятник чорнобильцям встановлений 2006 року в невеликому сквері по вулиці А. Гурічева, навпроти Новомиргородської РДА. |
| «Батьківщина-мати», меморіал                                  | 1950              | У міському парку                                                                       |      | Скульптурна композиція матері та двох синів, встановлена в пам'ять про загиблих в Другій Світовій війні. Поблизу пам'ятника розташований Вічний вогонь. |
| Костянтину Скрябіну, пам'ятник                                |                   | На території ветеринарної лікарні по вулиці Гастелло, 2-4                              |      | Пам'ятник відомому біологу, засновнику гельмінтологічної науки Костянтину Івановичу Скрябіну розташований на території Новомиргородської ветлікарні. |
| До 40-річчя Перемоги, пам'ятний знак                          | 1985              | На розі вулиць Євгенія Присяжного та Соборності                                        |      | Станом на 2012 рік літери на постаменті майже повністю стьмяніли, тому прочитати напис дуже складно. |
| Пам'ятник-танк                                                |                   | На розі вулиць Євгенія Присяжного та Соборності                                        |      | Важкий танк ІС-3 був запущений в серійне виробництво наприкінці Другої Світової війни і не встиг взяти в ній участь. Пам'ятник бійцям 6-ї Орловської стрілецької дивізії, що витіснила з міста німецькі війська. На постамент танк в'їжджав своїм ходом. Танк фактично є братською могилою, адже в його постамент, а згодом — і до самого танку, була засипана земля з могил всіх 1282-х загиблих у війну новомиргородців. Реставровано на честь 60-річчя звільнення України. |
| Воїнам, загиблим в Другій Світовій війні, меморіал            |                   | По вул. В'ячеслава Чорновола, поблизу дитсадка                                         |      | Меморіал розміщений по вулиці В'ячеслава Чорновола, біля дитсадка №3. На постаменті вказані особи земляків, що загинули під час Другої світової війни. |
| Братська могила воїнів Радянської Армії                       |                   | Поблизу Загальноосвітньої школи № 3                                                    |      | Тут поховано 56 радянських солдат. На плиті під постаментом вказані особи та дати загибелі 8 з них. |
| Братська могила воїнів Радянської Армії                       |                   | На території Златопільського парку, по вул. Садовій                                    |      | Тут поховано 26 радянських солдат. На постаменті вказані особи та дати загибелі 11 з них. |
| Братська могила воїнів Радянської Армії                       |                   | По вулиці Соборності на Виноградівці                                                   |      | Тут поховано близько 50 радянських солдат. На трьох плитах під постаментом вказані особи та дати загибелі 14 з них. |
| Пам'ятник-трактор                                             |                   | По вулиці В'ячеслава Чорновола, 48, біля агрофірми                                     |      | Трактор «Універсал», що випускався в СРСР з 1934 по 1955 роки. |

## Меморіальні дошки
| Назва                                                        | Дата встановлення | Розташування                                        | Фото | Короткі відомості |
| Бойку Івану                                                  |                   | На фасаді районної бібліотеки по вул. Горького, 10  |      | Пам'ятну дошку новомиргородському краєзнавцю Івану Кіндратовичу Бойку, який працював завідувачем Новомиргородської районної бібліотеки в 1956—1985 роках, було урочисто відкрито 29 січня 2014 року. |
| Бориску Василеві                                             |                   | На будівлі агрофірми по вул. Синельникова           |      | Меморіальна дошка на приміщенні агрофірми імені Чкалова сповіщає, що в 1955—1979 роках колгосп імені Чкалова очолював Герой Соціалістичної Праці Бориско Василь Никифорович, депутат Верховної Ради УРСР 9-го скликання. |
| Гольдбергу Мойсею                                            |                   |                                                     |      | Меморіальна дошка встановлена на честь лікаря-терапевта Гольдберга Мойсея Ізраїльовича (1896-1975), завідувача Златопільської районної лікарні в 1946-1953 роках. |
| Гурічеву Андрію                                              | 14 жовтня 2015    | На приміщенні Златопільської гімназії               |      | Пам'ятну дошку учаснику бойових дій на сході України, чемпіону світу з паверліфтингу, лейтенанту, командиру взводу спостереження і технічних засобів спостереження 57-ї окремої мотопіхотної бригади Андрію Гурічеву, який загинув неподалік Горлівки, було відкрито на приміщенні гімназії 14 жовтня 2015 року.                                                                              |
| Даценку Івану та іншим лікарям                               | 1988-1989         | На історичному приміщенні міської лікарні           |      | Меморіальна дошка встановлена у 1988 році на честь медпрацівників Новомиргорода, що працювали у лікарні в умовах німецької окупації. За іншими даними, дошку відкрито 1989 року. |
| Єгорову Олександру, Будьонному Семену та Ворошилову Клименту |                   | На будівлі залізничного вокзалу                     |      | Меморіальна дошка сповіщає про те, що 24 травня 1920 року в ході радянсько-польської війни на станції Новомиргород відбулася зустріч і нарада командувача Південно-Західного фронту Олександра Єгорова з командувачем Першої кінної армії Семеном Будьонним та членом Реввійськради РСЧА Климентом Ворошиловим, на якій було ухвалено наступати проти польсько-українських частин на Поділля. |
| Ковачевичу Аркадію                                           | 2013              | На приміщенні ЗОШ № 3                               |      | Меморіальна дошка Герою Радянського Союзу Ковачевичу А. Ф. була урочисто відкрита 8 травня 2013 року. |
| На честь звільнення Новомиргорода від німецької окупації     |                   | На фасаді будинку районного управління статистики   |      | Меморіальна дошка на честь звільнення Новомиргорода від німецької окупації встановлена у Златополі на приміщенні районного управління статистики, де 11 березня 1944 року було піднято червоний прапор. |
| На честь перейменування вулиці Соборності                    |                   | На будинку редакції газети «Новомиргородщина»       |      | Дошка на будівлі редакції районної газети сповіщає, що до 1922 року вулиця Соборності носила назву Велика Єлисаветградська. |
| Оболенському Євгену                                          | 1970-ті           | На постаменті поблизу спортивної школи              |      | Постамент з меморіальною дошкою уродженцю міста декабристу Євгену Петровичу Оболенському було встановлено біля спортшколи в 1970-ті роки. |
| Павлущенку Едуарду                                           | 2010              | На багатоквартирному будинку по вул. Соборності, 94 |      | Пам'ятна дошка Едуарду Павлущенку, засновнику ансамблю «Юність» в ЦДПУ, який трагічно загинув у травні 1965 року. |
| Подолинському Сергію                                         |                   | На фасаді районної поліклініки                      |      | Меморіальна дошка лікарю та філософу Сергію Подолинському, який у 1874—1877 роках працював у земській лікарні Новомиргорода. |
| Понеділку Миколі                                             | 2007              | На приватному будинку по вул. Матросова, 83         |      | Меморіальну дошку встановлено в 2007 році на рідній вулиці письменника (тепер — вул. Матросова) за сприяння Товариства імені Олени Теліги, «Просвіти» та районної влади. У цьому будинку досі мешкають нащадки роду Понеділків. |
| Поповкіну Євгену                                             |                   | На житловому будинку по вул. Євгенія Присяжного     |      | Пам'ятна дошка уродженцю Новомиргородського району Євгену Поповкіну встановлена на будинку, де він проживав у 1915—1924 роках. |
| Присяжному Євгенію                                           | 4 листопада 2014  | На приміщенні ЗОШ № 1                               |      | Пам'ятну дошку учаснику бойових дій на сході України, старшому солдату радіогрупи 3-го окремого полку спецпризначення Євгенію Присяжному, який загинув біля Савур-могили, було відкрито на приміщенні його рідної школи 4 листопада 2014 року. |
| Смаглюкову Юрію                                              | 2011              | На приміщенні ЗОШ № 3                               |      | Меморіальна дошка воїну-афганцю Смаглюкову Ю. П., який загинув в 1987 році, встановлена на його рідній школі. |
| Стеценку Кирилу та Тичині Павлу                              |                   | На будівлі територіального центру                   |      | Меморіальна дошка встановлена на фасаді приміщення, де в 1920 році разом з Другою мандрівною капелою Дніпросоюзу під керівництвом Кирила Стеценка перебував Павло Тичина. |
| Тургелю Михайлу                                              |                   | На приміщенні ЗОШ № 2                               |      | Пам'ятна дошка Герою Радянського Союзу Тургелю Михайлу Миколайовичу встановлена на фасаді будівлі Новомиргородської ЗОШ № 2. |
| Шаповалову Афанасію                                          | 15 червня 2010    | На приміщенні ЗОШ № 1                               |      | Дошку Герою Радянського Союзу підполковнику А. А. Шаповалову було відкрито 15 червня 2010 року. |

## Колишні пам'ятники
| Назва                        | Дата встановлення | Розташування               | Фото                                            | Короткі відомості |
| Володимиру Леніну, пам'ятник | 1975              | На центральній площі міста |                                                 | Вага латунного пам'ятника — 5,2 т. Двічі, в листопаді 2007 та липні 2009 року, він був частково пошкоджений патріотично налаштованими силами міста в знак протесту проти засилля символів тоталітарного більшовицького режиму. Згідно з рішенням виконавчого комітету Новомиргородської міської ради від 24 лютого 2014 року № 640, пам'ятник було демонтовано 25 лютого 2014 року. |
| Йосипу Сталіну, погруддя     | до 1956 року      |                            | На розі вулиць Євгенія Присяжного та Соборності | Пам'ятник розташовувався у сквері на розі вулиць Євгенія Присяжного та Соборності, на місці сучасного пам'ятного знаку до 40-річчя Перемоги. Демонтований після 1956 року. |
| Володимиру Леніну, погруддя  | після 1956 року   |                            | На розі вулиць Євгенія Присяжного та Соборності | Погруддя Леніну стояло у сквері на розі вулиць Євгенія Присяжного та Соборності, на місці сучасного пам'ятного знаку до 40-річчя Перемоги. Встановлене на цьому місці після знесення пам'ятника Сталіну. Демонтоване до 1985 року. |
| Олександру II, пам'ятник     | до 1917 року      |                            | На території сучасного центрального парку       | Пам'ятник російському імператору Олександру II розташовувався на території сучасного центрального парку. Знятий в ході революційних подій 1917 року. Станом на 1964 рік, на місці пам'ятника ще залишався пагорб, на якому Степаном Кожум'якою тоді планувалося встановити пам'ятник Шевченку.                                                                                      |